# Niederländische Badmintonmeisterschaft 1938
Die Niederländische Badmintonmeisterschaft 1938 war die achte Austragung der nationalen Titelkämpfe im Badminton in den Niederlanden. Sie fanden am 12. und 13. März 1938 im Nutszaal in Rotterdam statt.

## Finalergebnisse
| Disziplin    | Sieger                             | Finalist                          | Ergebnis     |
| ------------ | ---------------------------------- | --------------------------------- | ------------ |
| Herreneinzel | Edward H. den Hoed                 | J. M. de Haas                     | 15-6, 15-3   |
| Dameneinzel  | Annie W. Ernst                     | H. Dresselhuys                    | 11-6, 11-1   |
| Herrendoppel | E. H. P. Swarte Edward H. den Hoed |                                   |              |
| Damendoppel  | Annie W. Ernst H. Dresselhuys      | A. Smits Knap                     | 15-2, 15-3   |
| Mixed        | J. M. de Haas A. Smits             | Edward H. den Hoed H. Dresselhuys | 18-13, 17-14 |